# RKVV Sportclub '25
RKVV Sportclub '25 is een voetbalclub uit het Nederlandse Bocholtz.

## Oprichting

### Vroege Voetbaljaren in Bocholtz
In 1910 wordt melding gemaakt van de oprichting van de voetbalvereniging "Olympia". Of deze vereniging in georganiseerd verband heeft gespeeld, of dat er alleen maar sprake is geweest van "wild voetbal" is niet meer te achterhalen. "Olympia" speelt in ieder geval op een terrein op 'de Stein' (Steenberg), dat eigendom is van de heer Steinbusch. Bij het uitbreken van de Eerste Wereldoorlog (1914) houdt Olympia op te bestaan.
In 1918 wordt een nieuwe club opgericht: de vereniging "Herta". Het clublokaal is gevestigd bij 'D’r Knopse Leonard', die naast een slagerij tevens een café exploiteert. De vereniging zal in dit lokaal gehuisvest blijven tot 1924. Het terrein is gelegen 'in d’r Duivenberg' (Vlengendaal). Dionisius Coerver, verdedigt in deze tijd het doel van Herta. Deze keeper is de vader van Hans Coerver (oud-manager van Roda JC) en Wiel Coerver, bekend profvoetballer en -trainer.
En er wordt ook goed gevoetbald.
In het seizoen 1922/1923 zijn twee beslissingswedstrijden om het kampioenschap noodzakelijk. Tegenstander is Wijlré. De eerste wedstrijd dreigt verloren te gaan, maar bij de stand van 1-0 voor Wijlré besluit de scheidsrechter, die tevens voorzitter van Herta is, de wedstrijd wegens 'mist en duisternis' te staken. Gevolg: de wedstrijd moet in z’n geheel worden overgespeeld. De tweede beslissingswedstrijd wordt door Herta met 2-0 gewonnen.
In het seizoen 1923-1924 komt Herta in grote problemen. Rellen in en rond het veld zijn de directe aanleiding. Bij een handgemeen na de wedstrijd tegen VV Valkenburg blijkt een der VV Valkenburg-spelers over een schietwapen te beschikken. De Herta-spelers vluchtten in allerijl.
Later, bij een toneeluitvoering in Bocholtz werd een der (gast-)toneelspelers herkend als de beruchte VV Valkenburg-speler-met-het-schiettuig, hetgeen leidde tot een enorm tumult. Er volgde een boete door de voetbalbond en de vernielingen aan de Valkenburgse bus (!) moesten worden vergoed. Gevolg: een lege kas en de vereniging werd geroyeerd.

### Oprichting RKVV Sportclub '25
In april 1925 dient de heer J. Lenz een verzoek in bij de Bond om weer opgenomen te mogen worden als club. Als de vereniging door de bond wordt aanvaard, draagt zij plotseling de naam 'Sportclub Herta'. De oud-Herta spelers worden gerehabiliteerd en de club neemt met drie elftallen deel aan de competitie. Het clublokaal is gevestigd in café Goebbels, gelegen naast de kerk. In dit pand heeft Sportclub ’25 tot 1 oktober 1984 haar domicilie gehad.
Om onverklaarbare redenen vervalt in de loop van het jaar 1925 in de bondspublicaties de toevoeging Herta en gaat de vereniging verder onder de naam Sportclub. Achteraf gezien is het kennelijk dus zo dat, hoewel er in feite sprake was van een rehabilitatie, de bond de wederopname van de vereniging heeft beschouwd als een nieuw gestichte vereniging. De huidige naam Sportclub ’25 ontstaat pas in 1942.
Het eerste seizoen 1925/1926 is zeer succesvol. Het kampioenschap in de 3e klasse van de 'Rooms Katholieke Federatie' (R.K.F.) wordt behaald en tevens wint men de finale van het Bisschopsbekertoernooi met 4-1 van Hendrik Schinnen.
In het seizoen 1926/1927 wordt er in de 2e klasse opnieuw de finale van het bekertoernooi gehaald. In deze finale komt men uit tegen K.N.V. uit Kerkrade. De wedstrijd eindigt gelijk: 2-2. K.N.V. Kerkrade wordt vervolgens tot winnaar aangewezen(verlengingen en eventueel het nemen van strafschoppen om de beslissing te brengen kende men toen nog niet).
In het seizoen 1927/1928 stapt men over naar de 'neutrale bond', de Nederlandsche Voetbal Bond (N.V.B.). Men neemt aan de competitie deel onder de naam 'Bocholtz'. Reden voor deze overstap is dat de gemeente - in overleg met de geestelijke overheid - de aanvangstijden van de thuiswedstrijden zodanig heeft vastgesteld, dat dit voor de club niet werkbaar is. Voor aanvang van de Vespers (15.00 u.) moest het terrein daarbij namelijk ontruimd zijn.
Deze stap van de vereniging wordt hen niet in dank afgenomen en er ontstaan grote wrijvingen tussen de club en de pastoor.
In 1928 keert men dan ook als gevolg van de van buitenaf toegepaste druk toch terug in de R.K. Federatie. Daar is men zó blij met de terugkeer van de Bocholtzer club dat men ‘den deserteur’ geen straf oplegt. Sportclub wordt ingedeeld in de 2e klasse.

## Competitieresultaten 1942–heden
| 6 3B |

| 3 3B |

| 4 3B |

|  |

| 8 3C |

| 4 4B |

| 2 4B |

| 1 4B |

| 8 3B |

| 6 3B |

| 10 3A |

| 11 3A |

| 12 3B |

| 12 4B |

| 11 4B |

|  |

|  |

|  |

|  |

|  |

|  |

|  |

|  |

|  |

|  |

|  |

|  |

|  |

| 2 4B |

| 1 4B |

| 5 3A |

| 2 3A |

| 9 3A |

| 9 3A |

| 12 3A |

| 9 4B |

| 12 4B |

|  |

|  |

| 4 4B |

| 7 4B |

| 9 4B |

| 4 4B |

| 7 4B |

| 7 4B |

| 11 4B |

| 11 4B |

| 8 4B |

| 8 4B |

| 8 4B |

| 11 4B |

|  |

| 8 4B |

| 7 4B |

| 8 4B |

| 12 4B |

|  |

| 3 5A |

| 8 4C |

| 6 4B |

| 7 4B |

| 4 4B |

| 4 4B |

| 8 4B |

| 1 4B |

| 3 3A |

| 1 3A |

| 10 2G |

| 4 3A |

| 4 3A |

| 4 3A |

| 11 3A |

| 5 4B |

| 2 4B |

| 5 3A |

| 1 3A |

| 7 2G |

| 2 2G |

| -- 2G |

| -- 2G |

| 3 2G |

| 1 2F |

| 1F |

| Eerste klasse | Tweede klasse | Derde klasse | Vierde klasse | Vijfde klasse |

2015: de beslissingswedstrijd op 7 mei om het klassekampioenschap in 4B werd bij SV Simpelveld met 1-0 gewonnen van FC Kerkrade-West.
In elke staaf van de grafiek staat van boven naar beneden vermeld: 
- Eindnotering

Dit is de positie die de club heeft bereikt in de competitie, zonder eventuele beslissings-, play-off- of nacompetitiewedstrijden die nodig zijn geweest om bijvoorbeeld de kampioen van de competitie te bepalen.
Indien een * achter het getal staat is de notering een tussenstand en kan het zijn dat de notering niet overeenkomt met de uiteindelijke eindstand van de competitie.
Staat er een - dan is het seizoen nog bezig en is er geen definitieve uitslag bekend.
Staat er xx op de positie van de notering, dan heeft de club vroegtijdig de competitie verlaten. Dit kan onder andere komen door terugtrekking van het team, faillissement van de club of door een uitgedeelde straf van de KNVB. In veel gevallen staat elders in het artikel de reden vermeld.
Staat er een ? dan is het resultaat uit het verleden onbekend, en is alleen de competitie of het niveau bekend van dat seizoen.
In de seizoenen 2019/20 en 2020/21 werd wegens de coronacrisis het amateurvoetbal afgebroken. Daardoor kennen deze staven geen eindklassering (middels -- weergegeven).
- Competitieniveau en afdelingsletter of Officiële eindstand Eredivisie
  - Competitieniveau en afdelingsletter

Hierbij geeft het getal het niveau weer, dat ook terug te vinden is in de legenda. De letter is de afdelingsaanduiding en wordt gebruikt wanneer er meer afdelingen zijn op hetzelfde niveau. De afdelingsletter is altijd een hoofdletter en wordt meestal zonder nummer gebruikt.
Voorbeeld: 2F is niveau 2e klasse competitie F.
Het competitieniveau en nummer wordt niet vermeld wanneer er slechts één competitie van dit niveau was.
  - Officiële eindstand Eredivisie (getal staat tussen haakjes vermeld)

Sinds de introductie van play-offwedstrijden voor Europees voetbal na afloop van de reguliere competitie in 2005/06, is de KNVB verplicht een eindstand van de Eredivisie door te geven aan de UEFA aan de hand van deze play-offwedstrijden.
Bij deze eindstand staan clubs die zich hebben gekwalificeerd voor Europees voetbal hoger dan clubs die zich niet wisten te kwalificeren. Indien er geen verschil was tussen de eindnotering en de officiële eindstand, staat dit getal niet vermeld.

- Onderafdeling

Hier staat afgekort de naam van de onderafdeling indien de club in dat jaar in een onderafdeling uitkwam. Tevens staat deze afkorting in de legenda en wordt gelinkt naar het artikel over deze onderafdeling. Deze afkorting wordt alleen vermeld wanneer de club in het verleden in verschillende onderafdelingen heeft gespeeld. Deze vermelding is in de staaf altijd in kleine letters. Deze onderafdelingen zijn na het seizoen 1995/96 afgeschaft. Heeft de club in slechts één onderafdeling gespeeld, dan is dit alleen terug te vinden in de legenda.
Onder de staaf staat het jaartal vermeld waarin het seizoen is afgesloten. 15 verwijst naar het seizoen 2014/15 of eventueel het seizoen 1914/15.
Wanneer een staaf leeg is, zijn deze gegevens niet bekend. Het kan ook zijn dat de club dat seizoen niet heeft meegespeeld op het hogere amateurniveau, vroegtijdig de competitie heeft verlaten of uit de competitie is gezet.

In het seizoen 1944/45 was er wegens de Tweede Wereldoorlog geen regulier competitievoetbal.

## Bekende (oud-)spelers
- Jordi Baur
- Hub Lenz